# Hampton (Carolina del Sud)
Hampton è una città degli Stati Uniti d'America, situata nella Contea di Hampton nello Stato della Carolina del Sud.